# Waydora typica
Waydora typica är en svampart som först beskrevs av Rodway, och fick sitt nu gällande namn av B. Sutton 1976. Waydora typica ingår i släktet Waydora, divisionen sporsäcksvampar och riket svampar.   Inga underarter finns listade i Catalogue of Life.